# Eparchie Centrální Kanady
Eparchie Centrální Kanady je jedna z eparchií Ukrajinské pravoslavné církve v Kanadě.

## Historie a území
Eparchie byla zřízena roku 1951.
Zahrnuje provincie Manitoba a Saskatchewan.
Eparchiálnímu biskupovi náleží titul arcibiskup winnipegský a Centrální Kanady.
Eparchie je sídlem metropolity Kanady.

## Seznam arcibiskupů
- 1924–1946 Ioann (Teodorovyč)
- 1947–1950 Mstyslav (Skrypnyk)
  - 1950–1951 Polikarp (Sikorskyj) dočasný správce
- 1951–1972 Ilarion (Ohienko)
- 1972–1975 Mychajil (Chorošyj)
- 1975–1985 Andrej (Metjuk)
- 1985–2005 Vasylij (Fedak)
- 2005–2010 John (Stinka)
- 2010–2021 Jurij (Kališčuk)
  - 2021–2022 Ilarion (Rudnyk) dočasný správce
- od 2022 Ilarion (Rudnyk)